# NGC 1569
NGC 1569 es una galaxia irregular en la constelación de la Jirafa visible con telescopios de aficionado a una distancia que originalmente se pensaba era de 2,4 megaparsecs (7,8 millones de años luz) pero que estudios realizados en 2008 con ayuda del Telescopio Espacial Hubble, capaz de resolver con relativa facilidad sus estrellas más brillantes, muestran que es mayor, de 3,36 megaparsecs (10,96 millones de años luz), lo que la convierte en miembro del grupo IC 342.

## Propiedades físicas
NGC 1569 es una galaxia pequeña y compacta, menor que la Pequeña Nube de Magallanes pero más luminosa que ésta y la Gran Nube de Magallanes.

### Brote estelar

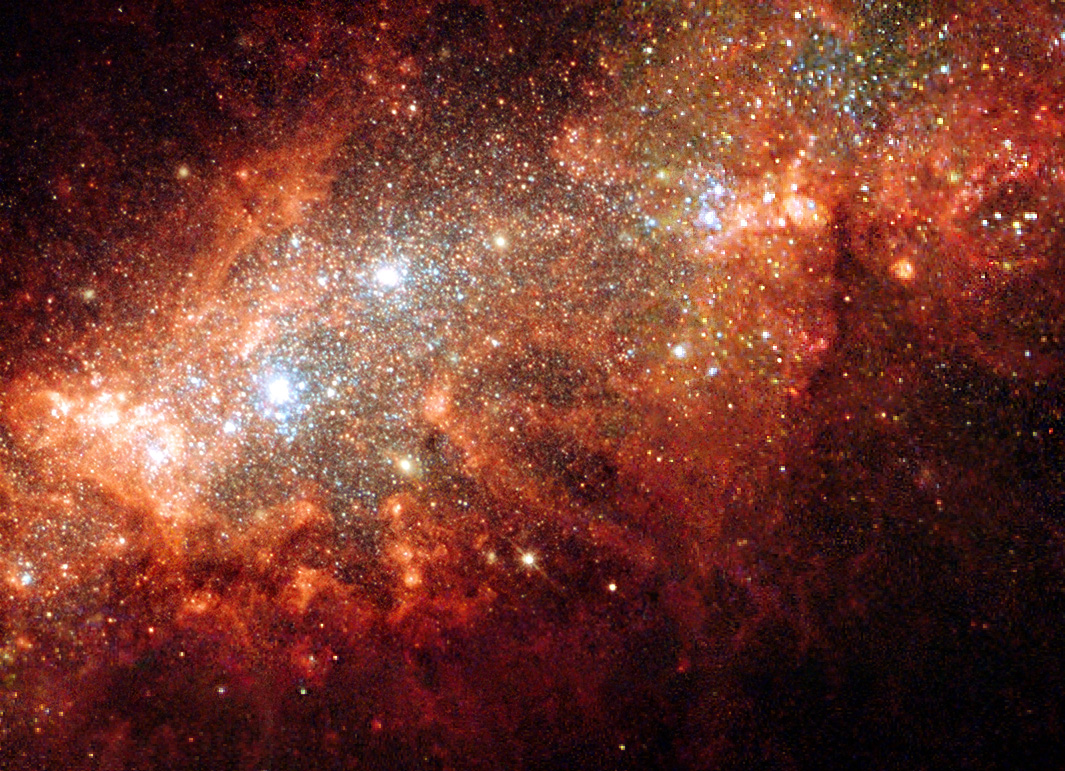
Centro de NGC 1569 observado por el Telescopio Espacial Hubble. Nótense a la izquierda del centro los dos super cúmulos estelares mencionados en el artículo.

El rasgo más notable de NGC 1569 es ser una galaxia con brote estelar que ha estado formando estrellas a un ritmo 100 veces superior al de nuestra galaxia desde hace 100 millones de años, destacando sobre todo dos masivos super cúmulos estelares, NGC 1569 A y NGC 1569 B, cada uno con masas similares a los de los cúmulos globulares de la Vía Láctea, del orden de (6-7) × 105 masas solares que han estado experimentando formación estelar en diversos episodios.
NGC 1569 A, situado en la zona noroeste de NGC 1569, está en realidad formado por dos cúmulos menores: NGC 1569 A1 -que tiene estrellas más jóvenes (de menos de 5 millones de años de edad) incluyendo algunas estrellas Wolf-Rayet-, y NGC 1569 A2, más viejo y que cuenta con varias estrellas supergigantes rojas.
NGC 1569 B, por su parte, se halla cerca del centro de la galaxia y tiene una población estelar más vieja (10-20 millones de años según diversos autores) que incluye cierto número de estrellas supergigantes rojas.
Hay también además de esos dos super cúmulos estelares una gran cantidad de cúmulos estelares relativamente jóvenes (entre 2 y 1000 millones de años de edad) y también bastante masivos en algunos casos, con masas comparables a los de un cúmulo globular pequeño o a la de R136 en la Gran Nube de Magallanes.
Las supernovas producidas en dichos cúmulos estelares y los vientos estelares de sus estrellas han expulsado gas de su vecindad, formando filamentos y burbujas de gas ionizado de hasta 3,700 años luz de largo y 380 años luz de diámetro respectivamente, que brillan con luz rojiza ionizados por las estrellas jóvenes situadas dentro de ellas y que son muy conspicuos en fotografías tomadas con telescopios grandes.
Se piensa que interacciones con otras galaxias del grupo IC 342, en particular con lo que parece una nube de hidrógeno neutro, son las que han provocado ésta intensa actividad de formación de estrellas. Estudios más recientes sugieren interacciones también con las galaxias IC 342 y UGCA 92 (ver abajo), en la forma de filamentos de gas que unen NGC 1569 con ellas; sin embargo, no está claro si tales estructuras están asociadas con esas galaxias o en realidad con la nuestra, estando mucho más cerca y no teniendo nada que ver con ellas.

## Entorno
NGC 1569 tiene cerca una galaxia enana irregular, la UGCA 92, que aunque se considere a veces compañera suya no está muy claro si es o no responsable del fuerte brote estelar que está experimentando.